# Noppie Koch
Longinus Johannes Norbert Koch (Utrecht, 22 maart 1932 – Nieuwegein, 7 december 2010) was een Nederlands wielrenner en gangmaker.

## Loopbaan
Noppie (ook wel Nop) Koch was in de jaren vijftig en zestig actief als wielrenner. Op de weg won hij in 1954 de zesde etappe in de Ronde van Nederland. In 1955 en 1956 won hij een profcriterium op het circuit van Zandvoort. Zijn grootste successen vierde hij echter op de baan. In 1954 werd hij derde bij het nationale kampioenschap sprint. Vanaf 1955 legde Koch zich vooral op het stayeren toe. In 1959, 1962 en 1963 werd hij Nederlands kampioen op dit onderdeel. In 1955 was hij al eens tweede geworden, achter Jan Pronk. In 1959 won hij brons op het Europees kampioenschap en zowel in 1959 als 1960 eindigde hij eveneens op de derde plaats bij het wereldkampioenschap.
Na zijn actieve loopbaan als wielrenner leidde Koch als gangmaker verschillende renners naar de wereldtitel. Piet de Wit werd achter Koch in 1966 en 1967 wereldkampioen stayeren bij de amateurs. Met Leo Proost werd hij in 1967 en 1968 wereldkampioen bij de profs, na in 1966 reeds op de derde plaats te zijn geëindigd. Ook met de Belg Theo Verschueren (1971 en 1972) en met de Nederlander Martin Venix (1979 en 1982) werd Koch wereldkampioen. In 1979 en 1981 werd de door Koch gegangmaakte Mattheus Pronk wereldkampioen bij de amateurs. Met onder andere Proost, Verschueren, de Duitser Dieter Kemper en de Belg Stan Tourné werd Koch verschillende keren Europees kampioen.
In 1973 had Koch samen met collega Bruno Walrave en advocaat Jim Janssen van Raaij het opgenomen tegen de UCI, nadat deze bepaalde dat een team van gangmaker en renner dezelfde nationaliteit moest hebben. Het Europese Hof stelde de gangmakers in het gelijk. In 1976 was Koch betrokken bij een incident tijdens het Nederlands kampioenschap. In het Olympisch Stadion reed hij, nadat hij en stayer Fred Rompelberg door de wedstrijdleider uit de koers waren genomen, in op de jurytafel. De wedstrijdleider Bram Koopmans kon net op tijd wegspringen, jurylid Henk Bruijntjes liep een enkelblessure op. Koch verklaarde dat het ongeluk was veroorzaakt door niet-werkende remmen.
De loopbaan van Koch werd in december 1988 abrupt beëindigd na een zware val in de Zesdaagse van Keulen, waarbij ook de wielrenner Didi Thurau betrokken was. Met ernstige verwondingen in het gezicht werd Koch opgenomen in het ziekenhuis.

## Trivia
Naast Stadion Galgenwaard staat een kunstwerk als eerbetoon voor Noppie Koch van de kunstenaar Rein Tupker.

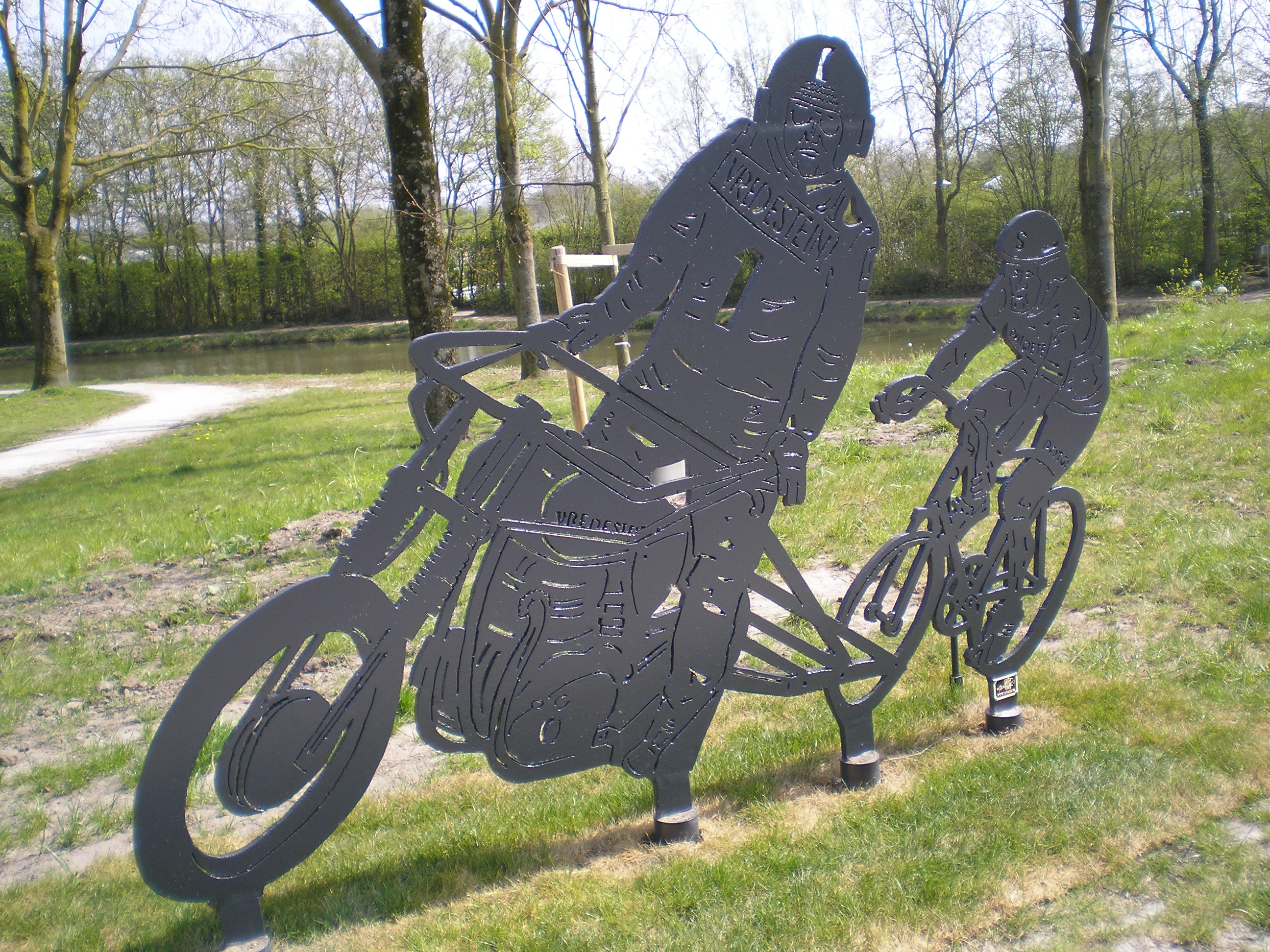
Kunstwerk Noppie Koch tegenover Stadion Galgenwaard van kunstenaar Rein Tupker